# Casinaria pedunculata
Casinaria pedunculata là một loài tò vò trong họ Ichneumonidae.